# نیکی تیلور
نیکی تیلور (انگلیسی: Niki Taylor؛ زادهٔ ۵ مارس ۱۹۷۵ ‏(۵۰ سال)) یک مانکن (فرد) اهل ایالات متحده آمریکا است.